# Valeriana obtusifolia
Valeriana obtusifolia är en kaprifolväxtart som beskrevs av Dc. Valeriana obtusifolia ingår i släktet vänderötter, och familjen kaprifolväxter. Inga underarter finns listade i Catalogue of Life.